# Nowy Sącz

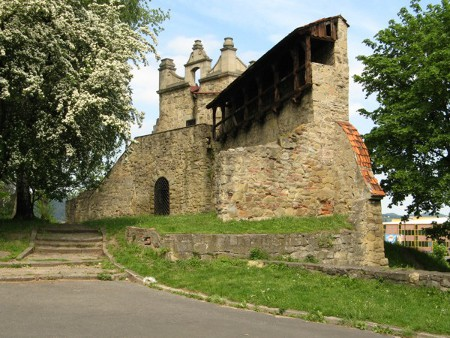
Castelul regal în Nowy Sącz

Nowy Sącz (pronunție în poloneză [ˈnɔvɨ ˈsɔnt͡ʂ] ⓘ) este un municipiu în Județul Nowy Sącz, Voievodatul Polonia Mică, Polonia. Este capitala județului, dar din punct de vedere administrativ nu este subordonat județului.

## Geografia
Nowy Sącz este la confluența râului Kamienica care se varsă în Dunajec, aproximativ 20 km spre nord de frontiera slovacă, în Valea Sądecka ( Kotlina Sądecka), la o altitudine de 381 m.
Orașul este înconjurat de lanțuri muntoase ale Carpaților de est: Beskid Sadecki la sud, Beskid Wyspowy la vest, Beskid Niski la sud-est, și la poalele dealurilor de Pogórze Rożnowskie la nord.
Clima este temperată, cu precipitații medii anuale de aproximativ 700 de milimetri.
Începând cu 1999, Nowy Sącz este reședința powiatului Nowy Sącz (judet sau district guvernamental), din voievodatul Polonia Mică.
Între 1975 și 1998 orașul a fost sediul provincial al voievodatului Nowy Sącz. Înainte de a Doua Republică Poloneză Nowy Sącz a fost reședință de judeș din Voievodatul Cracovia.
În 1951 a devenit un oraș cu drepturi de unui județ (municipiu). Acesta este centrul istoric și turistic al  Sądecczyzna, districtul Sadecki.

## Turismul
Orașul are multe vestigii istorice, printre care:
- Una dintre cele mai mari piețe din Europa, după Cracovia, cea mai mare rynek în Polonia. La sfârșitul secolului al XIX-lea a fost construită Ratusz (primăria), centrată în piață.
- Basilica Sfânta Margareta, Bazylika kolegiacka SV. Małgorzaty (secolul al XV-lea).
- O casă din sec. al XV-lea, Dom Gotycki care găzduiește un muzeu regional
- O biserică franciscană construită în stil gotic.
- Sinagoga Mare, datând din 1746, acum Galeria Dawna Synagoga, o galerie cu unele exponate istorice. Există o placă comemorativă pe fronton  în limba poloneză, ebraică, și idiș.

Peste malul celălalt al râului Kamienica se află cimitirul evreiesc.
- Saint Roch Arhivat în 19 august 2006, la Wayback Machine., o biserică din lemn din secolul al XV-lea, în cartierul Dąbrówka. Veche capelă a cimitirului [Biserica http://szlak.wrotamalopolski.pl/EN/Obiekty.aspx?id=172 Arhivat în 19 august 2006, la Wayback Machine. Sf. Helen] este un alt exemplu.

- Ruinele parțial restaurate ale unui castel medieval regal din secolul al XIV-lea în timpul domniei lui Cazimir cel Mare. Acesta a fost distrus în 1945, la sfârșitul celui de-al Doilea Război Mondial, când a fost folosit ca magaze de muniție germană și a fost locul de execuții în masă. Există, de asemenea, rămășițe de zidurile ale orașului.
- Un muzeu al satului în aer liber sau Skansen (Sadecki Park Etnograficzny), care conține un sat autentic mutat pentru recrea arhitectura indigenă, obiceiurile și cultura populară din regiune. De notat sunt bisericile de lemn, inclusiv o biserica ortodoxă poloneză și un sat de romi (țigani) din localitate.
- Stary Sącz (Vechiul Sącz) la 10 km spre sud, fondată în 1163, dar mai mic decât Nowy (nouul) Sącz, are o fermecătoare piață pavată cu pietre piața Arhivat în 7 mai 2006, la Wayback Machine., cu o mănăstire la est.
- Există, de asemenea, mai multe trasee subliniind [bisericile de lemn http://szlak.wrotamalopolski.pl/EN/ Arhivat în 7 mai 2006, la Wayback Machine.] în regiunea de note.

Munții în jurul orașului Nowy Sącz sunt, de asemenea, populari în rândul turiștilor, excursioniștilor și schiorilor, în special munții Sadecki Beskid (parte din Munții Carpați), cel mai înalt vârf fiind Radziejowa - 1262m față de nivelul mării.
În zona stațiunilor montane populare se includ Krynica-Zdrój și Piwniczna-Zdrój (" Zdroj" înseamnă "Stațiune").
La 15 km nord de Nowy Sącz este Jezioro Rożnowskie, un lac (22 km lungime, care acoperă o suprafață de 16 km², și o capacitate de 193 milioane m³), cu multe dacha (căsuțe de vacanță) și campinguri.
De asemenea, la nord este Parcul Național Ciężkowicko-Rożnowski .
Anual, în iulie se organizează un festival de dans internațional pentru copii  Święto Dzieci Gór Arhivat în 27 octombrie 2005, la Wayback Machine..

## Personalități născute aici
- Piotr Świerczewski (n. 1972), fotbalist.
- Carl Menger